# Lemniu, Sălaj
Lemniu este un sat în comuna Letca din județul Sălaj, Transilvania, România.

## Așezare geografică
Lemniul este situat pe valea Someșului, în continuarea cotiturii de la Dej - Gâlgău - Ileanda - Jibou. Lângă sat se găsește o vale, numită Valea Lemniului. Prin Lemniu trece DN1H km. 123-124 care vine chiar din apropierea Drumului European E58 Cluj Napoca - Baia Mare. Lemniul este situat la 55 km de Dej, la 50 km de Zalău și la 49 km de Baia Mare. Gara localității este Letca situată la 2 km vest de sat. Prin gara Letca trece magistrala feroviară 400 București - Brașov - Dej - Letca - Jibou - Baia Mare - Satu Mare.
Localitatea își poartă numele de la "lemnul" abundent al pădurii virgine ce se întindea pe amplasamentul de acum al satului de pe valea Someșului. Legenda spune că din satul așezat pe "deal", preotul pasionat de vânătoare cobora mereu în pădurea din "vale", unde-și astâmpăra setea la fântâna ce azi se cheamă "fântâna popii". Atât de mult i-au plăcut locurile încât în poiana din jurul fântânii a ridicat o biserică și casa parohială, nucleul  satului strămutat, ridicat din lemn și denumit Lemniu.

## Populație
Populația localității în 1992 era de 518 persoane, din care:
- 426 sunt ortodocși
- 63 sunt greco-catolici
- 27 sunt penticostali
- 2 romano-catolici

Există 3 biserici: ortodoxă, greco-catolică și penticostală.
În anii 1970, o monografie a localității editată cu sprijin județean, evidenția că Lemniu era  localitatea cu cei mai mulți dascăli născuți în sat (raportat la numărul de locuitori) din România și foarte onorante locuri la două meserii: miner și CFR-ist.

## Atracții turistice
- Casa Memorială „Vasile Avram".

## Personalități
În Lemniu s-au născut Marius Cuteanu (1917 - 2013), compozitor, Vasile Avram (1940 - 2002), scriitor și filosof.

## Galerie de imagini

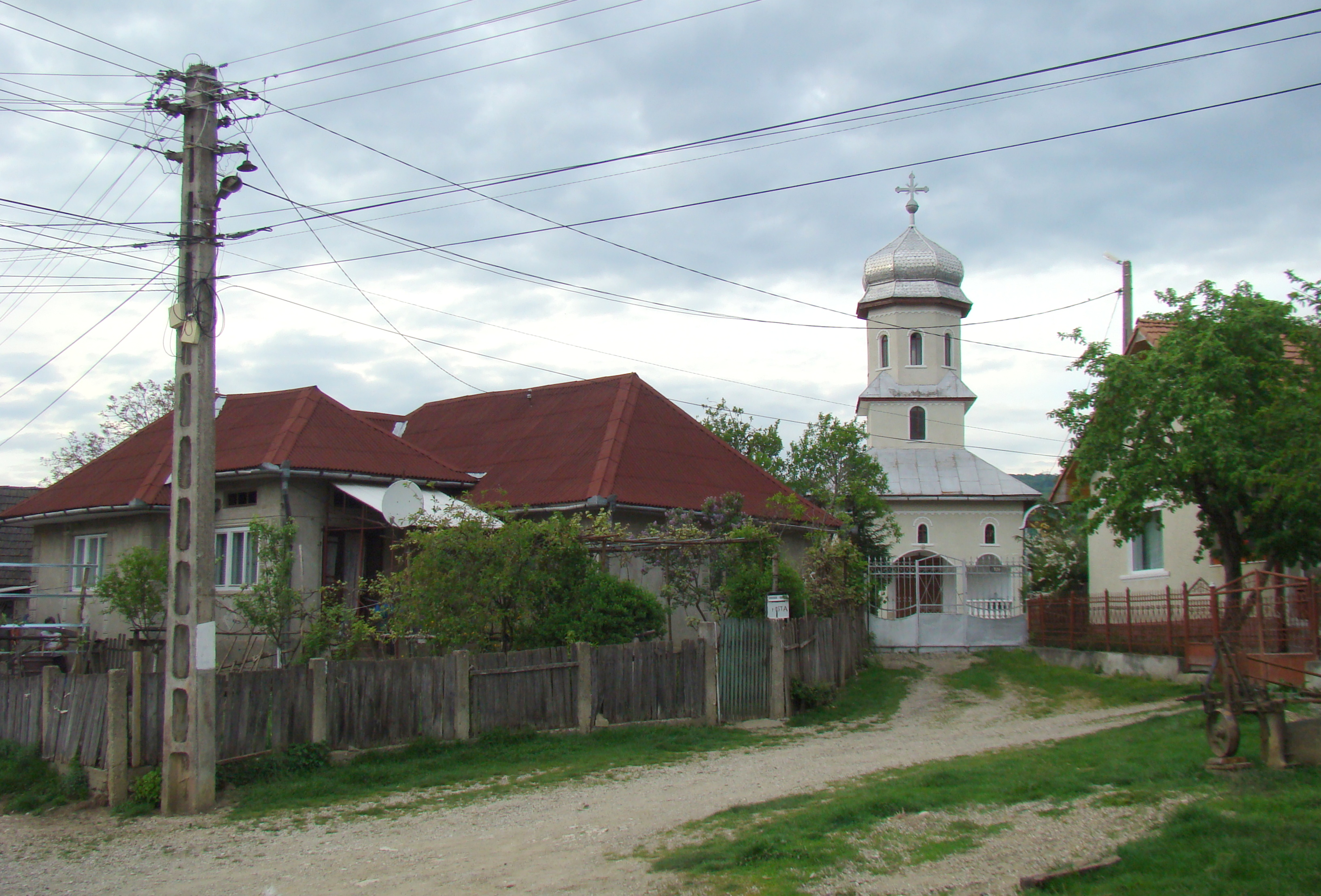
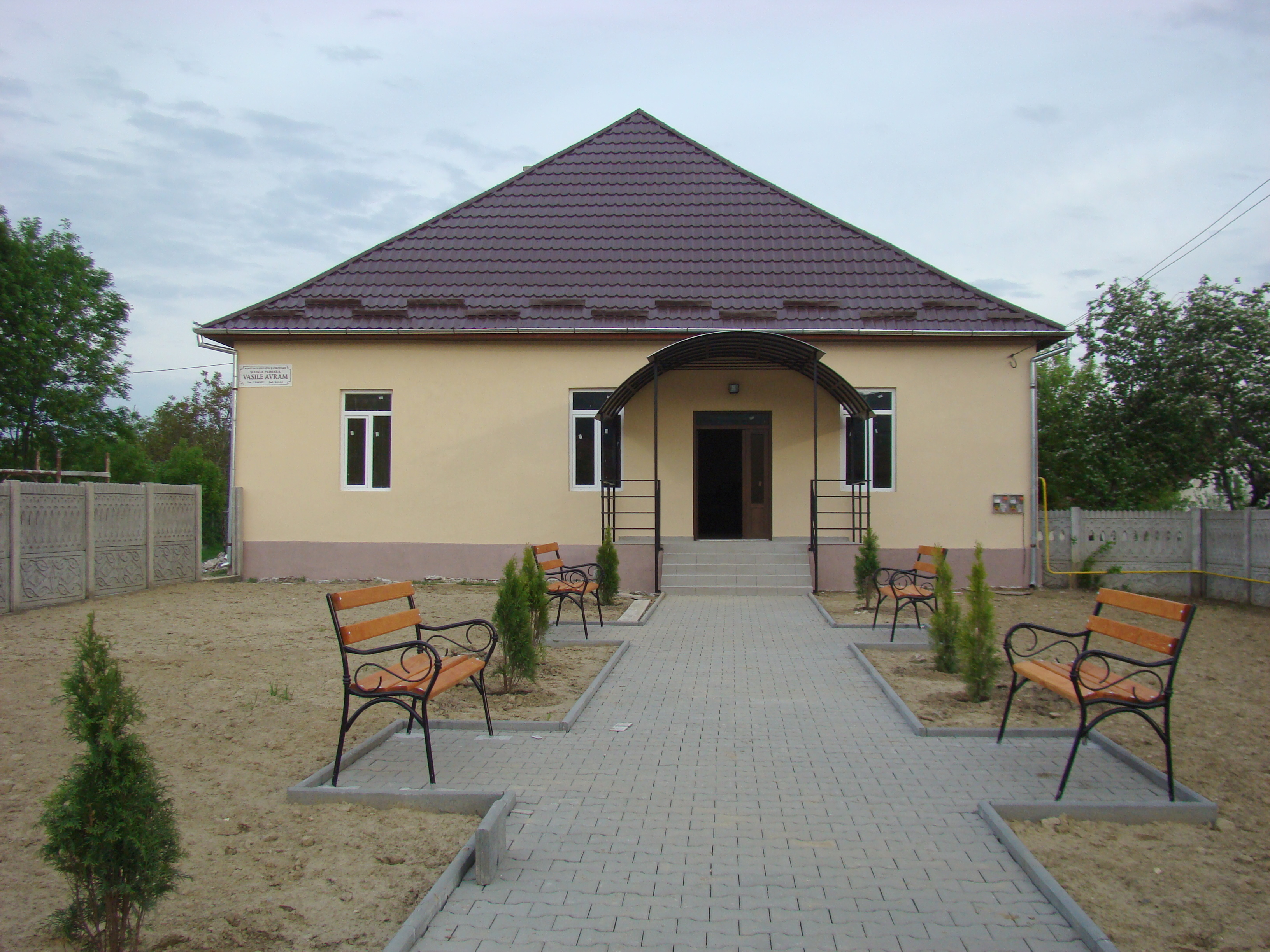
Şcoala primară „Vasile Avram"
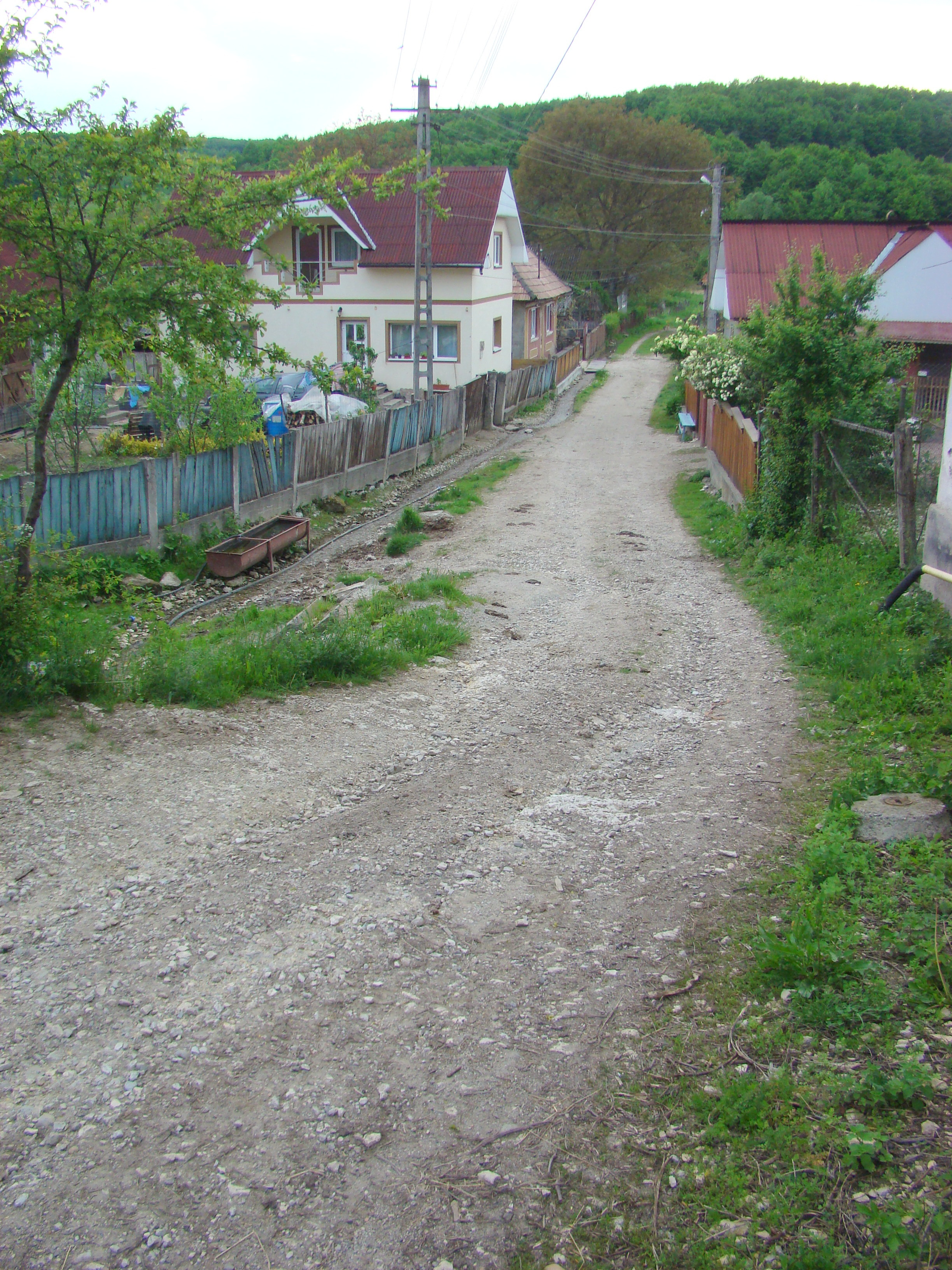
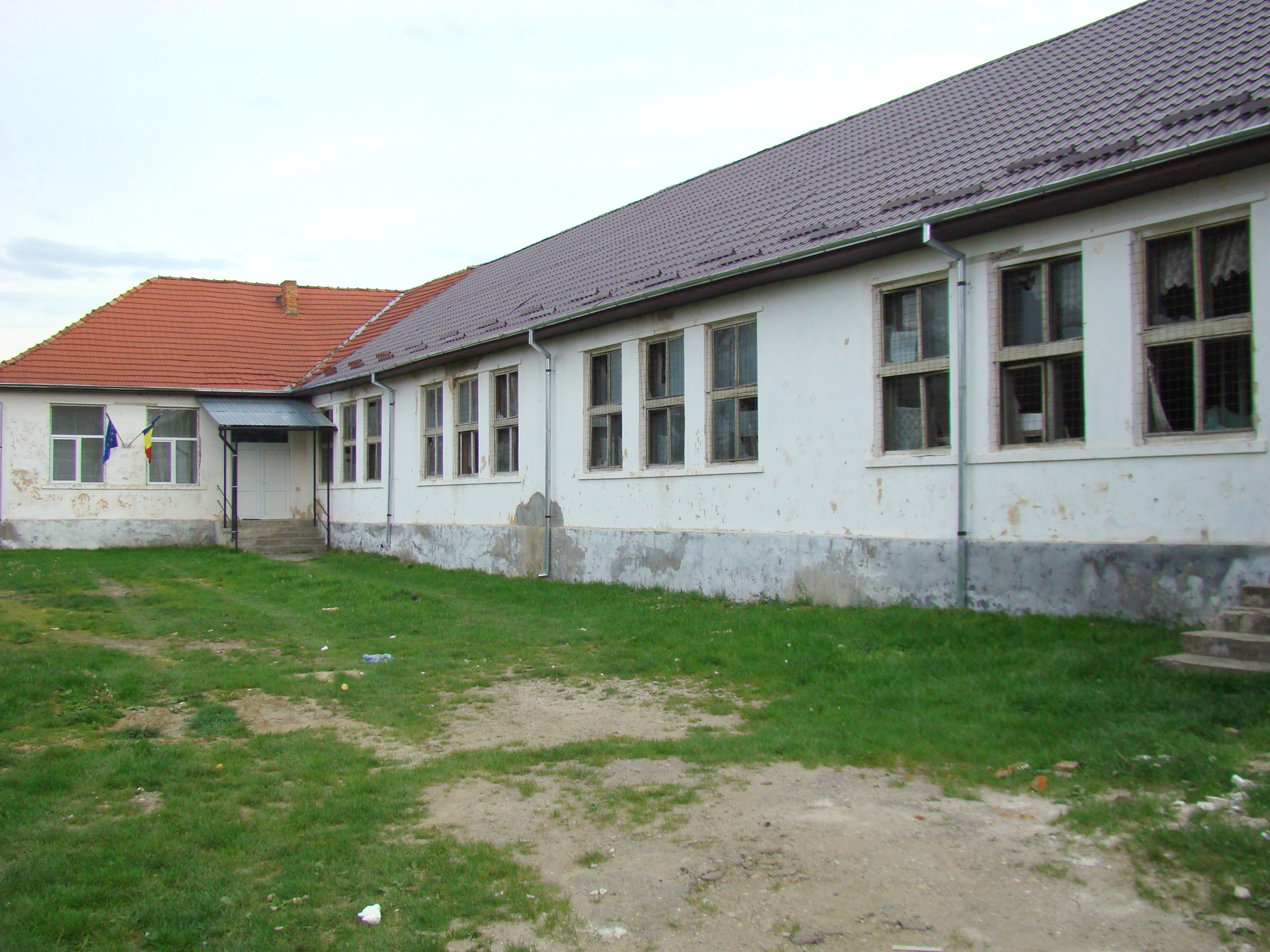
Căminul cultural
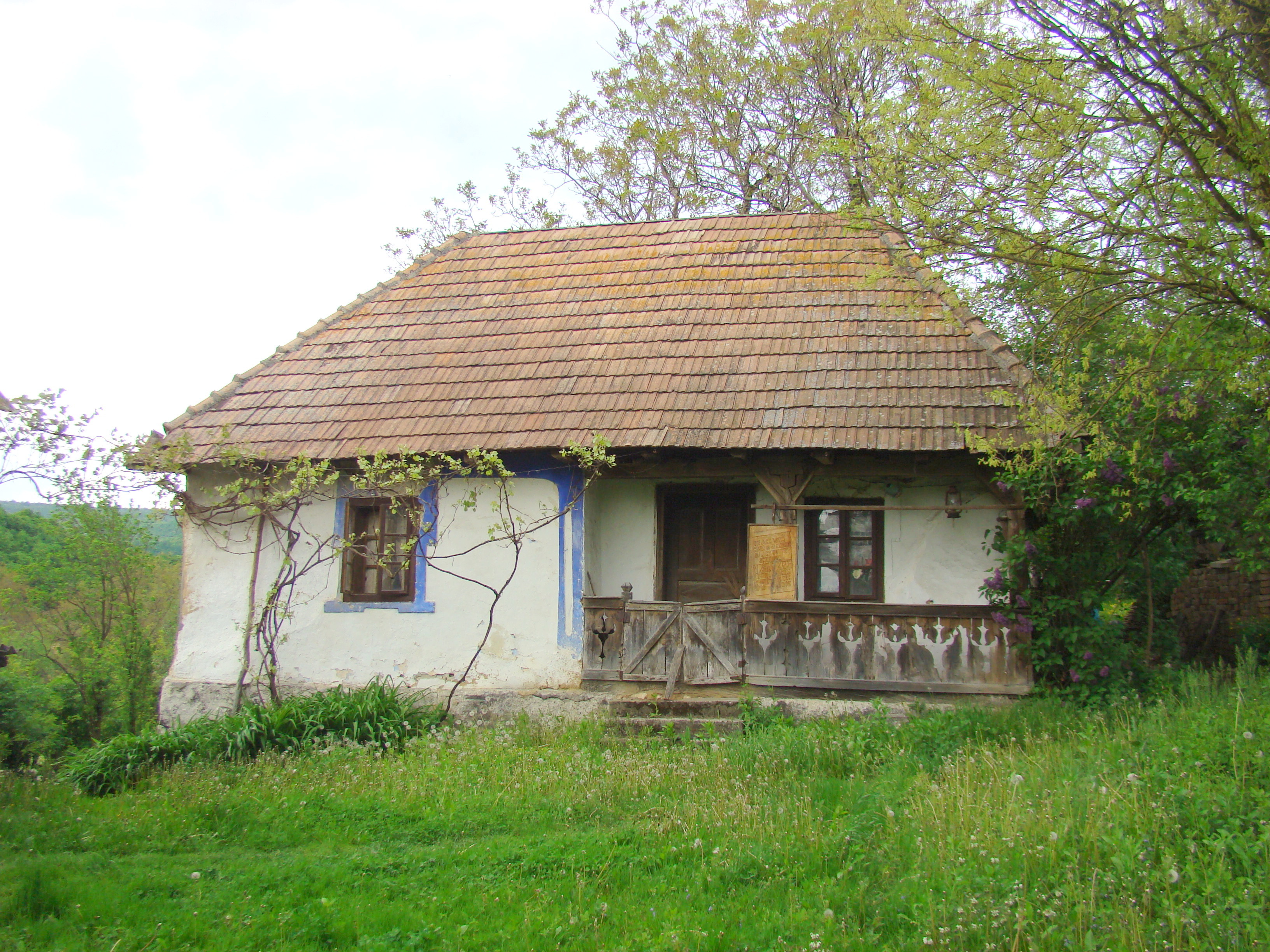
Casa memorială „Vasile Avram"
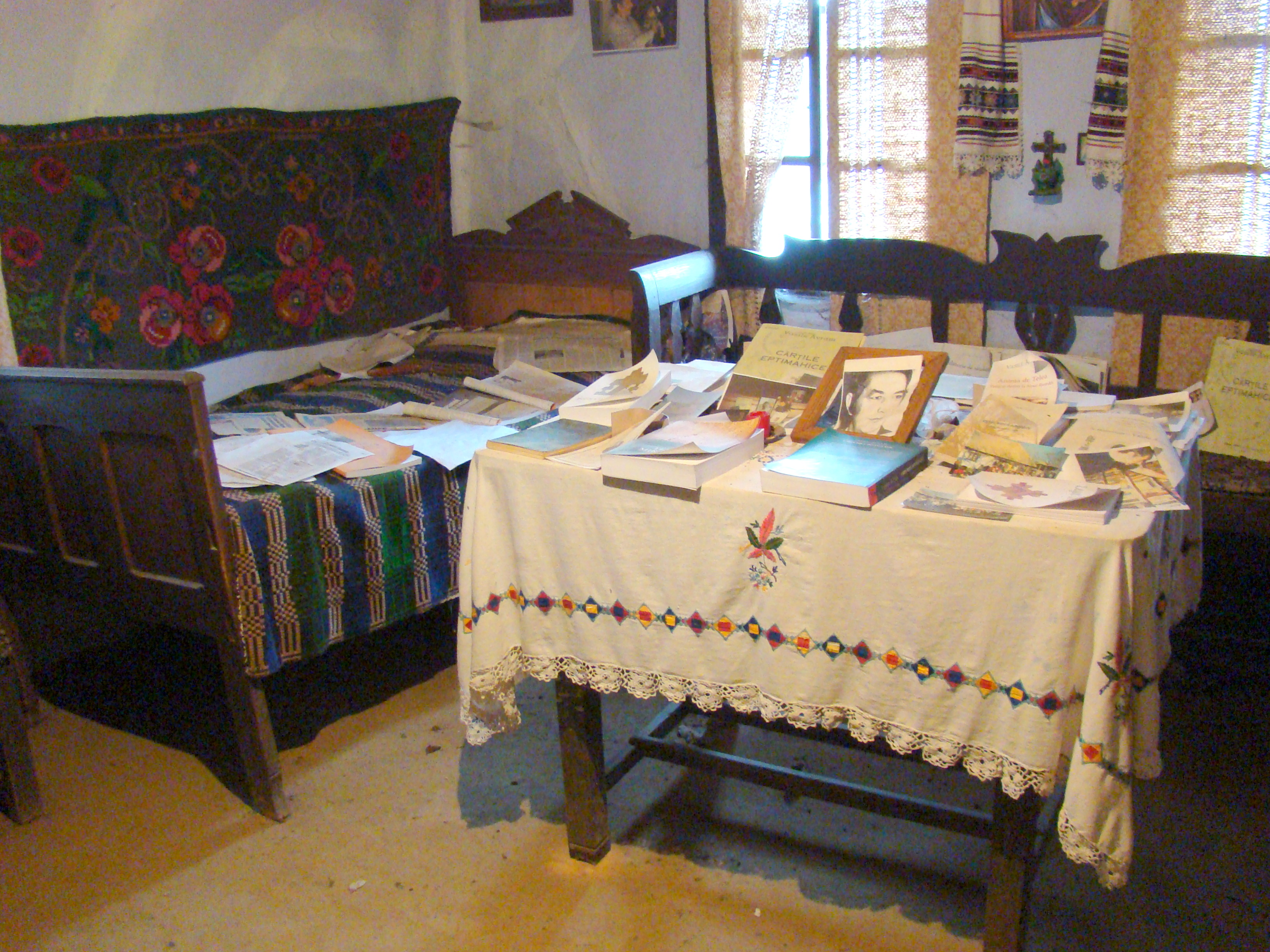
Casa memorială „Vasile Avram" (interior)
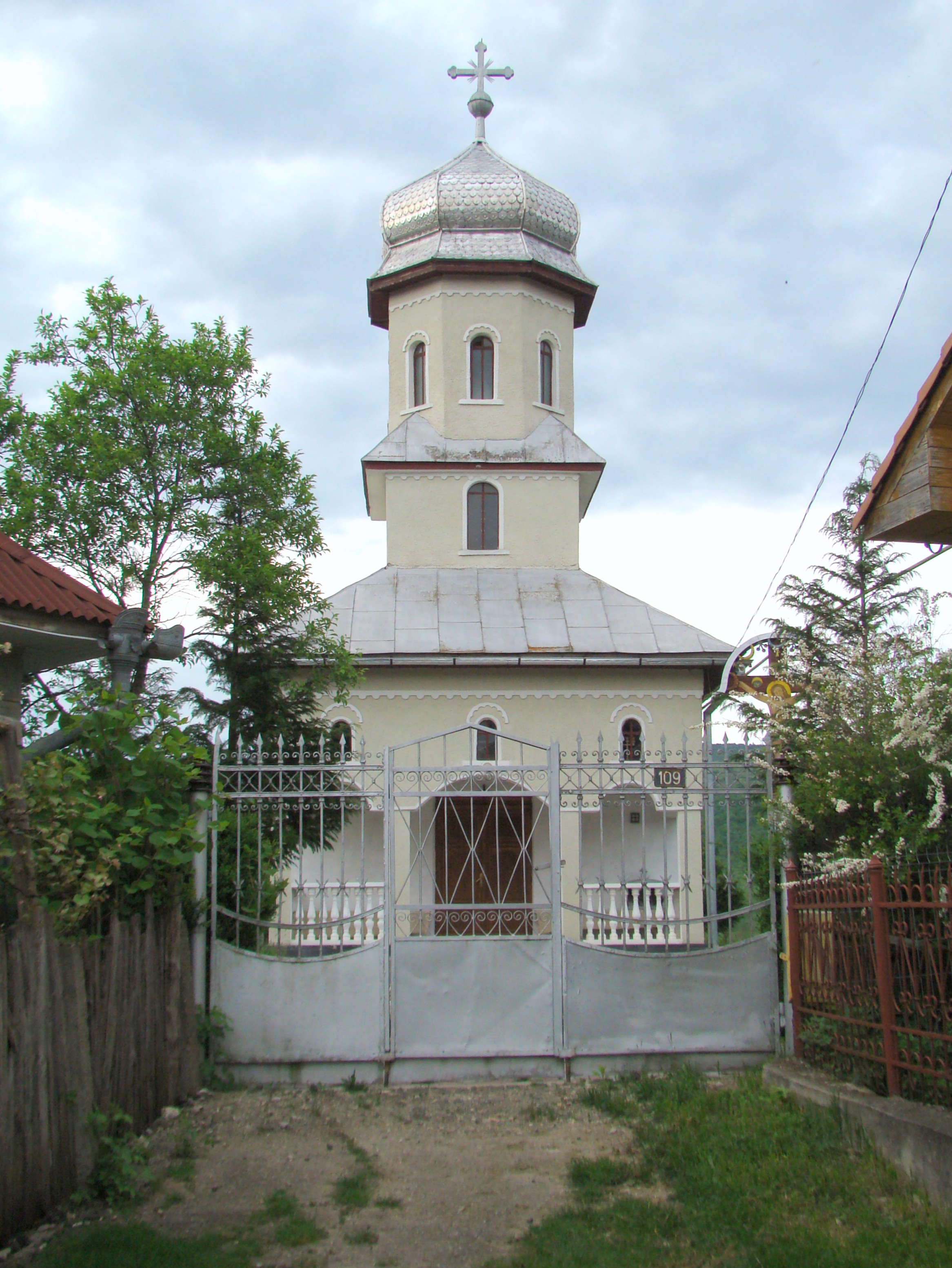
Biserica greco–catolică „Naşterea Maicii Domnului” (2007)
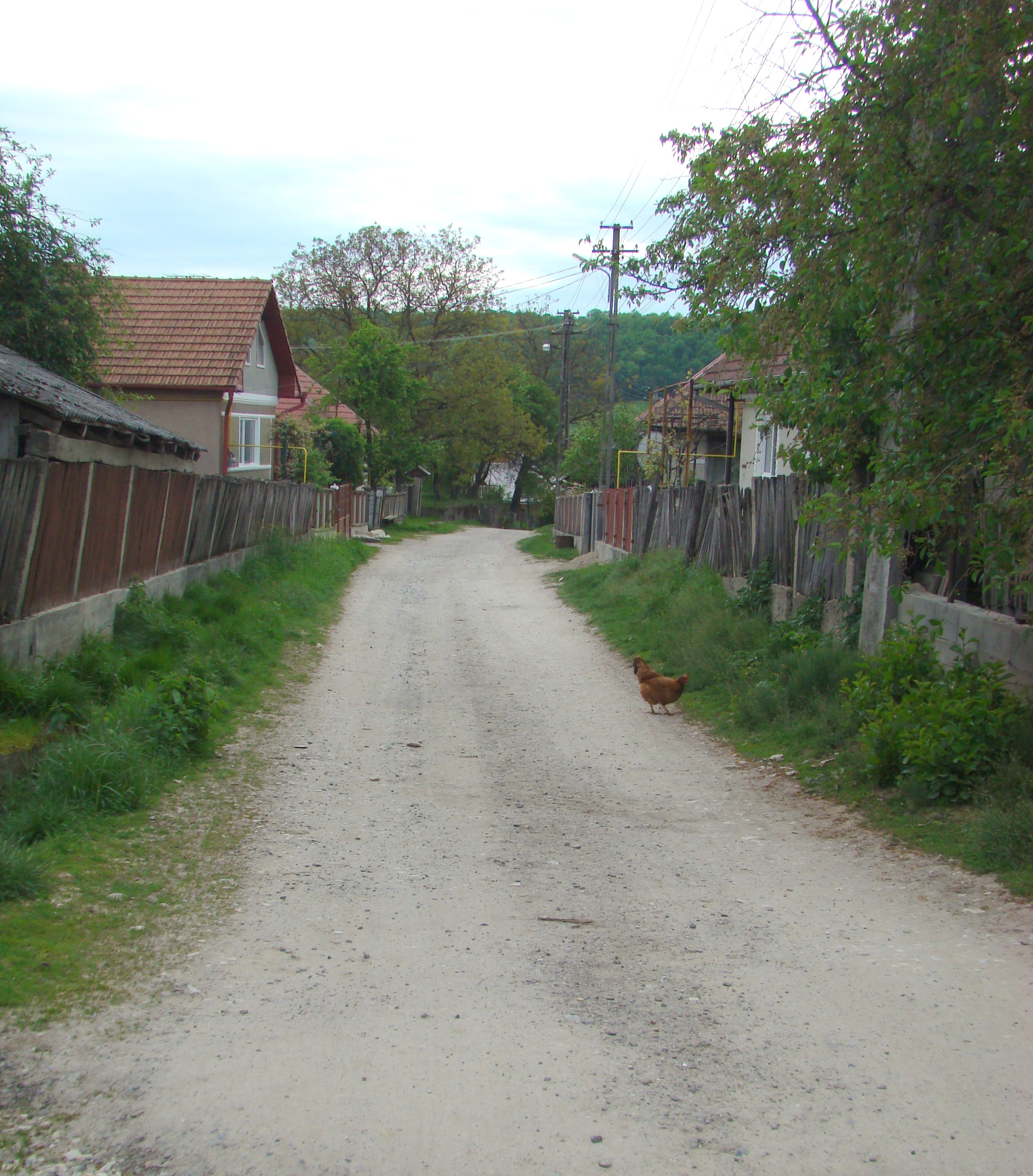
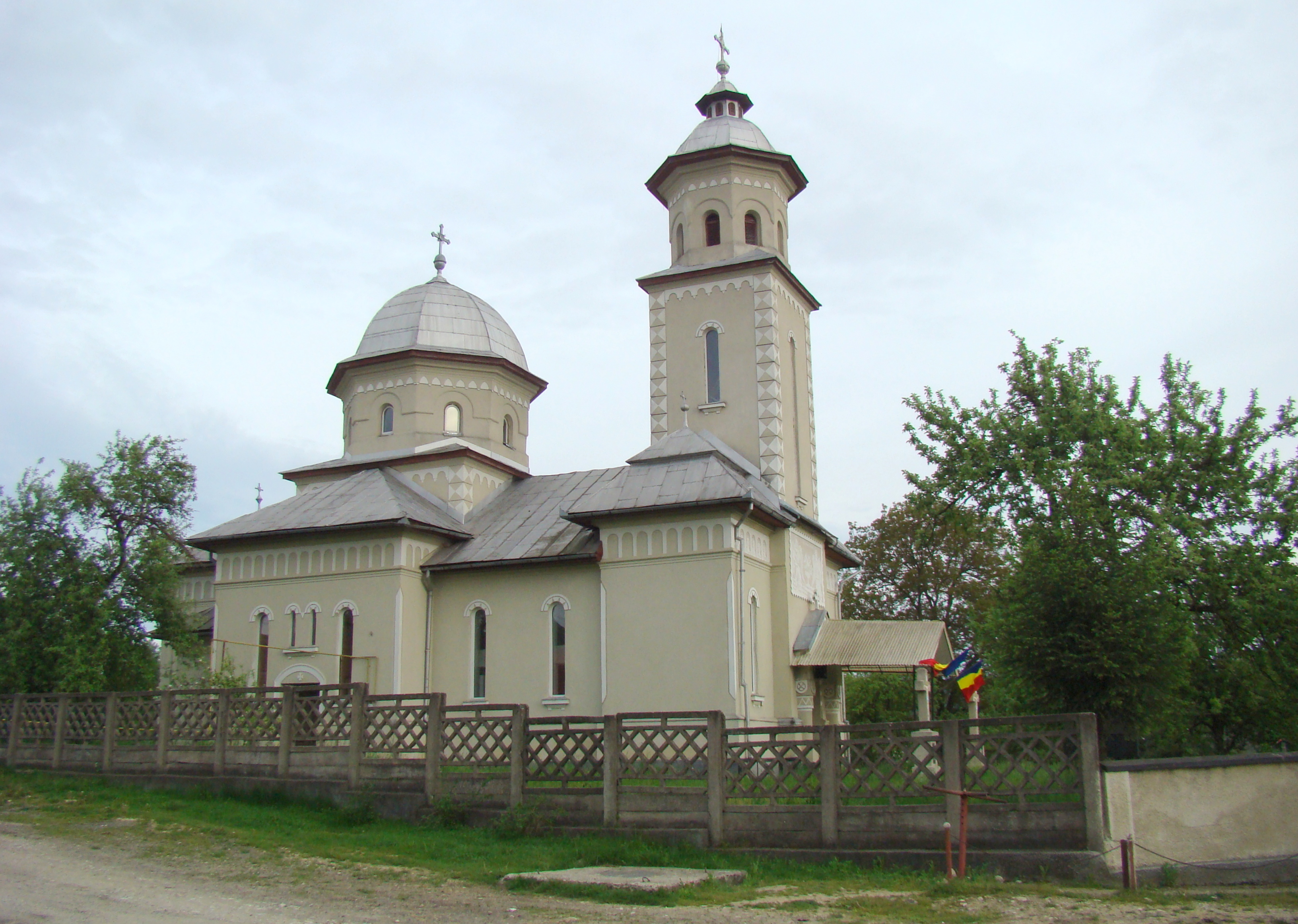
Biserica ortodoxă „Sfinţii Arhangheli” (1935), fostă greco–catolică